# Pháo hỗ trợ bộ binh

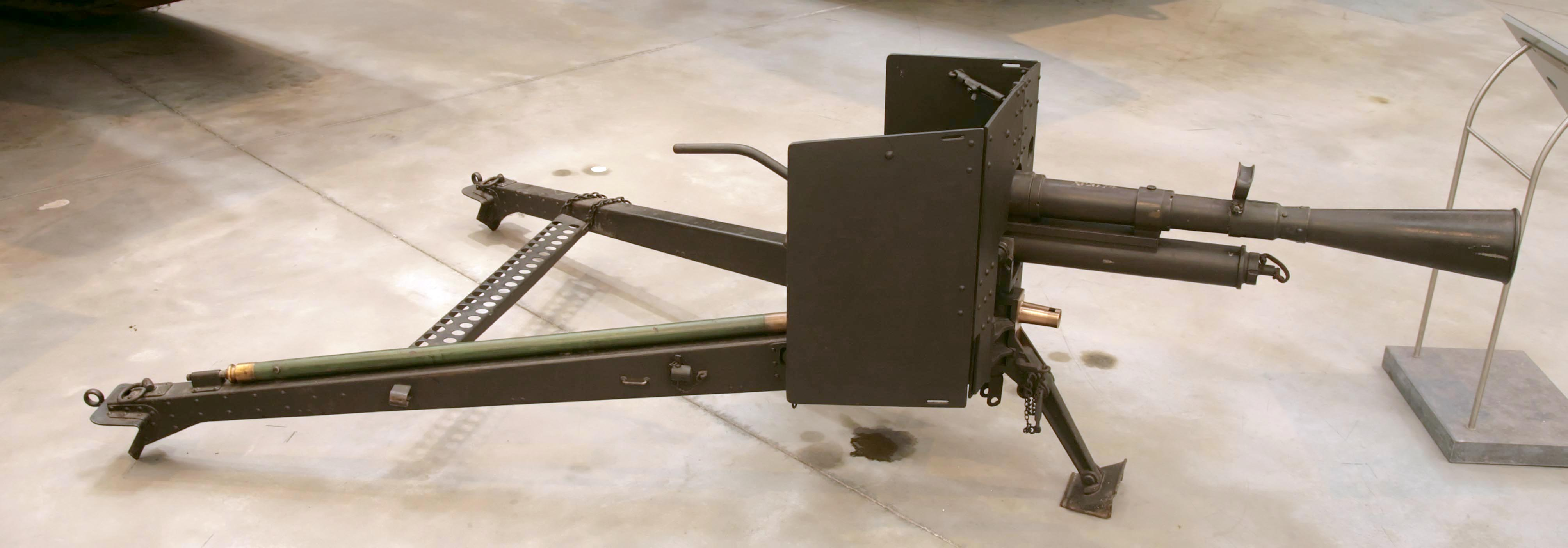
Một khẩu Canon d'Infanterie de 37 modèle 1916 TRP 37mm của Pháp (có loa che tia lửa đầu nòng).

Pháo hỗ trợ bộ binh (Infantry support guns hay còn gọi là battalion guns - pháo cấp tiểu đoàn) là một loại pháo được thiết kế và sử dụng trong việc tăng hỏa lực cho bộ binh. Vì các thiết kế ban đầu thường có thể tháo ra thành nhiều phần (giúp cho việc mang vác dễ dàng hơn đối với bộ binh) nên cũng có nhiều loại được gọi là pack guns hay pack howitzers.

## Cấu tạo và sử dụng

### Cấu tạo

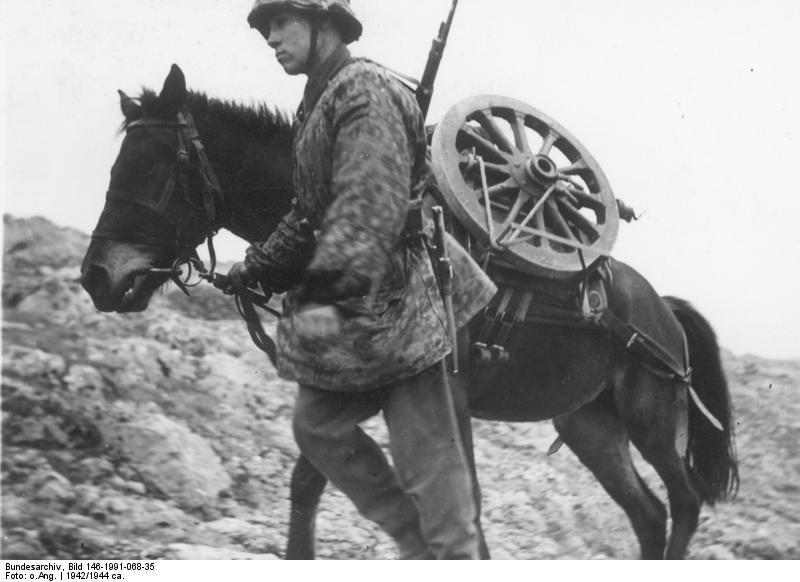
Một binh sĩ Đức đang vận chuyển các bộ phận của một khẩu pháo lên núi bằng ngựa (năm 1942)

Pháo hỗ trợ bộ binh thường được chế tạo với nòng ngắn (do đó sơ tốc đầu nòng của đạn cũng thấp, tầm 250–300 m/s so với 800–900 m/s của pháo bình thường). Lý do được cho là làm như vậy thì nòng pháo nhẹ, có thể mang vác được bởi bộ binh hoặc vật thồ khi tháo ra (nòng pháo thì không thể tháo nhỏ hơn được nữa). Cỡ nòng cũng thường không mấy khi lớn (khá nhiều loại có cỡ nòng 37–47 mm).
Các khẩu pháo này thường được đặt trên các bệ xe kéo 2 bánh nhỏ, nhẹ, chỉ cần một vài binh sĩ cũng có thể kéo di chuyển. Các bệ kéo này cũng dễ dàng được tháo ra thành từng phần nhỏ khi cần di chuyển dài hoặc vượt địa hình. Cũng có khi khẩu pháo hoàn toàn không dùng bánh xe, vì vậy khi di chuyển nó phải được tháo nhỏ ra (hoặc đặt cả khẩu pháo lên xe tải).
Trọng lượng của toàn bộ khẩu pháo (cả pháo và bệ xe kéo) thường cũng khá thấp, tầm 400–500 kg đổ lại, không nhiều loại nặng hơn (tầm trên dưới 650–750 kg). Trọng lượng khi chiến đấu chỉ nằm trong khoảng 300–400 kg. Thậm chí, ví dụ như loại British QF 2.95 inch của Anh có trọng lượng khi chiến đấu chỉ 107 kg, hay loại 1.59 inch Breech-Loading Vickers Q.F. Gun, Mk II chỉ nặng 41 kg (đã bao gồm cả giá 3 chân).

### Sử dụng

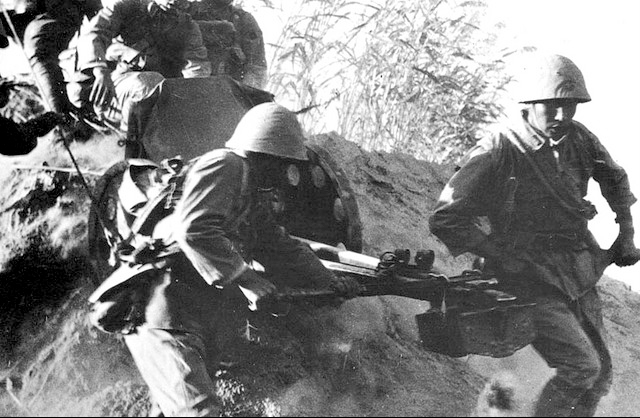
Những người lính Nhật Bản đang kéo một khẩu pháo Type 92 vào vị trí, Bataan, Philippines, 1942

Khác với các loại súng cối bắn cầu vồng từ sau các vật chắn, pháo hỗ trợ bộ binh thường là loại pháo bắn thẳng. Lý do của việc này được cho là có thể giúp bộ binh tiêu diệt xe tăng và thiết giáp của địch chính xác hơn. Vai trò của chúng ngày nay hầu như đã được thay thế bởi các thiết giáp hạng nhẹ (mang tên lửa chống tăng) và tên lửa vác vai.
Trong những năm thế chiến 1 và thế chiến 2, pháo hỗ trợ bộ binh thường được sử dụng cho các đơn vị lính dù và các đơn vị sơn cước, bởi họ không thể mang theo xe tăng hay các pháo cỡ lớn.

## Một số loại pháo hỗ trợ bộ binh
Ngày nay, rất ít pháo hỗ trợ bộ binh còn được sử dụng, bởi sự phát triển rất mạnh của các loại vũ khí bộ binh hiện đại và chính xác hơn (các loại tên lửa có điều khiển). Các loại tên lửa này thậm chí nhỏ gọn tới mức một người lính có thể mang toàn bộ, không cần chia nhỏ ra nữa, ví dụ như tên lửa chống tăng Javelin của Mỹ.
Các loại pháo trong danh sách các pháo dưới đây đều được thiết kế và chế tạo trong thời gian trước 1945. Ngoại trừ một số rất ít như khẩu M116 là vẫn được dùng tới ngày này ở một số nơi, còn lại đại đa phần đều đã không còn dùng nữa.
- Đức quốc xã:
  - Skoda 75 mm Model 15
  - 7.5 cm leichtes Infanteriegeschütz 18
  - 7.5 cm Infanteriegeschütz 37
- Nhật Bản: 
  - Type 92 battalion gun
  - Type 11 37 mm Infantry Gun (thiết kế dựa trên mẫu Canon d'Infantrie de 37 modele 1916 TRP của Pháp)
- Italy:
  - Cannone da 65/17 modello 13
  - Cannone da 70/15
- Hoa Kỳ: 
  - M1916 37 mm gun[1] (copy khẩu Canon d'Infantrie de 37 modele 1916 TRP của Pháp)
  - Pháo 37 mm Gun M3
  - M116 howitzer
- Anh quốc: 
  - 1.59 in Breech-Loading Vickers Q.F. Gun, Mk II
  - British QF 2.95 in
- Pháp: 
  - Canon d'Infanterie de 37 modèle 1916 TRP
- Đế quốc Nga: 
  - 37 mm trench gun M1915
- Liên Xô: 
  - ChK-M1
  - Battalion guns 45 mm - 1929
  - 37 mm anti-tank gun M1930 (1-K)
  - 76 mm regimental gun M1927
- Bỉ: 
  - Canon de 76 FRC
  - 47 mm Model 1931 anti-tank gun
- Áo:
  - Pháo 47mm Cannone da 47/32